# Schéry András
Schéry András (Budapest, 1953. június 9. – 2021. június 16.) Balázs Béla-díjas magyar műfordító, szinkrondramaturg.

## Életpályája
Szülei: Schéry Gábor és Hézser Dorottya Emese. 1971-1976 között az ELTE BTK olasz-orosz szakos hallgatója volt. 1976-1997 között a Pannónia Filmstúdió, illetve jogutódja, legutóbb a Videovox Stúdió Kft. munkatársa volt.
Kb. 1200 - túlnyomórészt olasz és angol nyelvű - film magyar szinkron- vagy feliratszövege készítője, regényeket és tanulmányokat, valamint novellát és esszét is fordít. A Filmvilág magazinba 1979 és 1990 között ír tévékritikákat és interjúkat. Federico Fellini Játszani, mint egy gyermek című novelláskötetét 2003-ban fordította magyarra. A Ponyvaregénnyel induló Tarantino-könyvsorozat is az ő műfordításával indult, és ő fordította le az Indiana Jones és az elveszett frigyláda fosztogatói című film alapján készült kisregényt is. Emellett dolgozott Umberto Eco, Brunella Gasperini és Ugo Pirro novelláin.

## Filmjei
- Óz, a csodák csodája (1941) (1992, 2000)
- Aranypolgár (1941) (1981)
- Kár, hogy bestia (1954) (1979)
- Fogjunk tolvajt! (1955) (1982)
- Mindenki haza! (1960) (1982)
- Nápolyban kezdődött (1960) (1992)
- Mary Poppins (1964) (1986)
- Ketten az úton (1967) (1982)
- Volt egyszer egy Vadnyugat (1968) (1982)
- Az ördög jobb és bal keze (1971) (1988)
- Az angyalok is esznek babot (1973) (1999)
- Különben dühbe jövünk (1973) (1982)
- Smog-riadó (1973) (1978)
- Két legyet egy csapásra (1974) (1990)
- Sivatagi show (1974) (1980)
- Tükör (1975) (1981)
- Elkárhozottak utazása (1976) (1987)
- Csillagok háborúja (1977) (1984, 1995, 1997)
- Ötvenhat igazolatlan óra (1977) (1979)
- …és megint dühbe jövünk (1978) (1986)
- Bombanő (1979) (1982)
- A lator (1980) (1982)
- Ász (1981) (1987)
- Gyilkos bolygó (1981) (1982)
- Az elveszett frigyláda fosztogatói (1981) (1990, 2000)
- Eltűntnek nyilvánítva (1982) (1983)
- Rémálom az Elm utcában (1984) (1989)
- Dalban élek (1985 (1987)
- A bolygó neve: Halál (1986) (1988)
- A rádió aranykora (1987) (1988)
- Éjszakai rohanás (1988) (1989)
- Harlemi éjszakák (1989) (1990)
- A halál keresztútján (1990) (1991)
- Törvényre törve (1991) (1991)
- Ponyvaregény (1994) (1995)